# Cezara
Cezara este una dintre primele nuvele fantastice din literatura română, operă semnată de Mihai Eminescu, publicată în 1876.
Gheorghe Glodeanu afirmă în Avatarurile prozei lui Eminescu (2000): „Cronologic, primul autor de proză fantastică românească de certă valoare este Mihai Eminescu, considerat și creatorul genului la noi în țară.”

## Vezi și
- Proza fantastică românească
- Sărmanul Dionis (1879) de Mihai Eminescu